# Carroll Street
Carroll Street – stacja metra nowojorskiego, na linii F i G. Znajduje się w dzielnicy Brooklyn, w Nowym Jorku i zlokalizowana jest pomiędzy stacjami Bergen Street oraz Smith–Ninth Streets. Została otwarta 7 października 1933.